# パネッティエーリ
パネッティエーリ（イタリア語: Panettieri）は、イタリア共和国カラブリア州コゼンツァ県にある、人口約300人の基礎自治体（コムーネ）。

## 地理

### 位置・広がり

#### 隣接コムーネ
隣接するコムーネは以下の通り。括弧内のCZはカタンザーロ県所属を示す。
- ビアンキ
- カルローポリ (CZ)
- ソルボ・サン・バジーレ (CZ)